# Monika Pokorná
Monika Pokorná (* 27. srpna 1967 Rakovník) je česká publicistka a spisovatelka.

## Život
Zájem o literaturu a český jazyk formoval její zálibu v psaní. Již v dospívání zveřejnila své příspěvky v časopisu Mladý svět a v regionálním tisku. Tomu zůstala věrná jako externí redaktorka se specializací především na kulturní dění.
Láska k rodnému městu ji vedla k bádání po zapomenutých skutečnostech, vzpomínkách pamětníků a pokladech městského archivu. Objevené skutečnosti publikovala ve formě novinových článků, které díky velkému zájmu čtenářů byly později vydány v její první knize s názvem Náměstí na dlani.
Věnuje se hlavně psaní o historii. V ostatních žánrech píše reportáže, prózu, fejetony, poezii, literaturu faktu nebo povídky.
V roce 2002 jí byl udělen Pamětní list města Rakovníka za výjimečné zásluhy v oblasti kultury.